# Den mystiske Fru M.
Den mystiske Fru M. er en amerikansk stumfilm fra 1917 af Lois Weber.

## Medvirkende
- Harrison Ford - Raymond Van Seer
- Mary MacLaren - Phyllis Woodman
- Evelyn Selbie - Mrs. Musslewhite
- Willis Marks - Green
- Frank Brownlee - Dr. Woodman